# 儀隴県
儀隴県（ぎりょう-けん）は中華人民共和国四川省南充市に位置する県。

## 地理
南部県境より南西部に嘉陵江が流れ蓬安県に入り、最終的に長江へと続く。

## 歴史
502年（天監元年）、南朝梁により儀隆県が設置される。767年（大暦2年）、儀隴県と改称される。

## 行政区画
下部に1街道、29鎮、7郷を管轄する。
- 街道:度門街道
- 鎮:金城鎮、新政鎮、馬鞍鎮、永楽鎮、日興鎮、土門鎮、復興鎮、観紫鎮、先鋒鎮、三蛟鎮、回春鎮、柳埡鎮、義路鎮、立山鎮、三河鎮、瓦子鎮、大寅鎮、二道鎮、賽金鎮、丁字橋鎮、大儀鎮、張公鎮、五福鎮、楊橋鎮、保平鎮、文星鎮、双勝鎮、永光鎮、思徳鎮
- 郷:銅鼓郷、鳳儀郷、福臨郷、来儀郷、板橋郷、芭蕉郷、柴井郷

## 交通
道路
高速道路
- 渝昆高速道路
- 成巴高速道路（中国語版）（成徳南高速道路（中国語版）を兼ねる）

省道
- 101省道
- 203省道

## 健康・医療・衛生
- 儀隴県人民医院
- 儀隴県中医医院